# Costantina (Algeria)
Costantina (in arabo قسنطينة‎?, Qusanṭīna; in berbero: ⵇⵙⵏⵟⵉⵏⴰ, Qsenṭina; in francese: Constantine) è una città dell'Algeria nordorientale di circa 450 000 abitanti, capoluogo del distretto omonimo e della provincia omonima. Si trova a circa 80 km dalla costa del Mar Mediterraneo.
Terza città più popolosa dell'Algeria (dopo Algeri e Orano), con un agglomerato di 950 000 abitanti, spesso viene detta "città dei ponti" per via dei numerosi ponti che connettono varie colline, vallate e gole su cui è costruita.

## Storia
Vicino al luogo dove oggi si trova Costantina sorgeva nell'antichità la città di Cirta, capitale della Numidia dal 300 al 46 a.C. e poi passata sotto la dominazione romana. Fu l'imperatore Costantino I, nel 313 d.C., a dare alla città il nome attuale. È stata la capitale del dipartimento francese di Costantina sino al 1962.

## Società
Nel corso del periodo coloniale, a Costantina si stabilì una cospicua comunità pied-noir. In seguito all'indipendenza del Paese, la città attirò una vasta immigrazione dalle circostanti regioni rurali.
Le antiche famiglie di Costantina conservano specificità culturali, in gran parte derivate dalla cultura araba andalusa, che le distinguono dalla popolazione di origine immigrata. Tra le principali famiglie antiche della città si citano i Abdelmoumène (stabilitisi nel XV secolo), i Acheuk-Youcef, i Ali-Khodja, i Bachtarzi (di origine turca), i Benabdallah-Khodja, i Benattar, i Benazieb, i Benazzouz, i Benbadis, i Bencheikh-el-Fegoun (stabilitisi nel XV secolo), i Bencheikh-el-houcine, i Bendjelloul, i Benelbedjaoui, i Benelmadjat, i Benelmouffok, i Benhacine, i benkartoussa, i Benmosbah, i Bennamoun, i Benghersallah, i Benotmane (di origine turca), i Bensouiki, i Bentchikou, i Benbakir, i Bentobbal, i Benyahia, gli Elhadef el okki (di origine siriana), i Fathallah (di origine siriana), i Khaznadar (originari di Chio), i Koutchouk Ali (di origine turca), i Louadfel, i Nemdil e i Tchanderli-Braham.

## Geografia
Rilevante centro industriale e culturale, la città è situata nell'Algeria orientale, 431 km a est della capitale Algeri e 130 km a est di Sétif, 119 km a nord di Batna, 198 km a nord-ovest di Tébessa, 146 km a sud di Jijel, e rispettivamente 89 km e 156 km a sud-ovest di Skikda e Annaba. La città si adagia su una serie di colline e depressioni, che rendono il territorio molto eterogeneo.

### Clima
Costantina è caratterizzata da un clima mediterraneo con temperature che oscillano di molto. La media delle precipitazioni varia dai 500 a 700 mm l'anno. D'inverno la temperatura minima raggiunge i −6 °C e d'estate la massima può toccare anche i 47 °C.

## Economia
Maggiore centro dell'Algeria orientale e suo principale polo commerciale, i settori tradizionalmente più sviluppati a Costantina sono il terziario e quello commerciale. Importante nodo per il commercio dei cereali e l'abbigliamento, è il polo di riferimento per l'intera economia dell'Algeria orientale. Lo sviluppo industriale conobbe un significativo impulso non prima del 1975.

## Amministrazione
Costantina è gemellata con:
- Istanbul

## Sport
La principale società calcistica cittadina è il CS Constantine.